# Johannes Ludwig Renard
Johannes Ludwig Renard, genannt Louis, (* 24. September 1775 in Utrecht; † 9. September 1859 in Kiel) war ein Landwirt und Schriftsteller.

## Leben
Johannes Ludwig Renard war ein Sohn von Gregor Eleonor Joseph Renard (1745–1781) aus dem belgischen Mons und dessen Ehefrau Catharina, geborene Dumesnil (1749–1819) aus Nancy. Da der Vater früh verstarb, übernahm Gutsinspektor Friedrich Johann Karl Reiche die Erziehung Johannes Ludwig Renards auf Gut Knoop. Nach einer Ausbildung zum Landwirt verwaltete Renard das Gut bis 1803. Danach pachtete er bis 1824 den Friedrichshof und anschließend den Mettenhof. Um 1850 arbeitete er als französischer Sprachlehrer in Kiel.
Am 28. April 1805 heiratete Renard in Dänischenhagen Catharina Margarethe Thiessen (1784–1833). Das Ehepaar hatte eine Tochter und acht Söhne, darunter den Fotografen Gregor.

## Wirken als Schriftsteller
Basierend auf Vorschlägen seines Ziehvaters Friedrich Johann Karl Reiche nahm Renard in seinen Gütern betriebswirtschaftliche Änderungen vor. Durch diese Reformen geriet er in Konflikt mit anderen Gutsbesitzern und Verwaltern entlang des Schleswig-Holsteinischen Canals. Renard versuchte, seine Ideen zu verbreiten und zu verteidigen. Daher verfasste er viele Aufsätze, die in landwirtschaftlichen Zeitschriften wie den Landwirtschaftlichen Heften für die Herzogtümer Schleswig und Holstein oder der Landwirtschaftlichen Zeitung für die Herzogtümer Schleswig, Holstein und Lauen erschienen. Außerdem schrieb er zwei Bücher.
Mit seinen Publikationen hatte er Einfluss auf die Agrarreformen seiner Zeit.

### Werke
- Die Ergebnisse unserer Tage als Vorläufer einer bessern Zeit, nebst Andeutungen, wie und durch wen Letzteres zu begründen ist, Perthes & Besser, Hamburg 1845, Digitalisat